# 感動ファクトリー・すぽると!&ニュース
『感動ファクトリー・すぽると!&ニュース』（かんどうファクトリー・すぽるとアンドニュース）は、2003年4月6日から2004年9月26日までフジテレビ系列で放送された報道番組、スポーツニュース。それまで独立していた『感動ファクトリー・すぽると!』に土曜最終版のFNNニュース（2003年3月まで『ニュースJAPAN WEEKEND』）を内包させた番組である。

## 概要
スポーツニュースをメインに、一般のニュースを伝えるコーナーを内包する形としては、1994年に放送された『スポーツWAVE』の構成に似ていた。なお、正式タイトルは『LIVE20XX ニュースJAPAN』の流れを汲んで、『LIVE2003（2004） 感動ファクトリー・すぽると!&ニュース』だった。
放送開始当初は内田恭子を進行役に、ゲストコメンテーターやレポーター陣がサポートする集団司会体制で、末期の週末版『プロ野球ニュース』のカラーを受け継いだエンタテイメント色の強い内容であった。
2004年4月、メインキャスターにケイン・コスギを迎えて内容をリニューアル。スポーツニュースの原点に帰り、アスリートがスポーツの現場の声を伝えるというコンセプトとなった。
しかし、同年10月からニュースゾーンを事実上分離（0:00 - 0:15に『FNNニュース』として放送）したコンプレックス枠である『LIVE2004 ニュース&すぽると!』に変更、『すぽると!』のパートは『感動ファクトリー・すぽると! WEEKEND SPECIAL』として内容を一新したため、ケインはわずか半年で卒業となった。

## 出演者

### メイン・ニュースキャスター、レポーター
| 期間   | 期間    | メイン                           | ニュース        | レポーター             |
| ------ | ------- | -------------------------------- | --------------- | ---------------------- |
| 2003.4 | 2003.12 | 内田恭子                         | 境鶴丸          | 若槻千夏 仲根かすみ    |
| 2004.1 | 2004.3  | 内田恭子                         | 境鶴丸          | 若槻千夏 本並健治 ほか |
| 2004.4 | 2004.9  | ケイン・コスギ 渡辺和洋 中村仁美 | 境鶴丸 中村仁美 | 若槻千夏 本並健治 ほか |

- 渡辺は『めざましどようび』を兼務。
- 境は『FNNスーパーニュースWEEKEND』、『FNNレインボー発・あすの天気』を兼務。エンディングにも出演し、レギュラー陣とフリートークを繰り広げた。
- レポーターは、2004年3月までは毎週スタジオ出演し、メインキャスターをサポートした。

### ゲストコメンテーター
内田が単独でキャスターを担当した時期は男性キャスター格としてサポート役も務めた。
- 長嶋一茂
- 田尾安志
- パンチ佐藤
- 池山隆寛
- 南原清隆
- 明石家さんま　ほか

## エピソード
- 若槻は本番組降板後も、スポーツアイテムの情報を扱う不定期の関連番組『ものすぽると』にも出演し、2005 - 2006年は競馬番組『うまッチ!』、『スーパー競馬』（いずれも東日本地区が中心）の司会を担当し、フジテレビのスポーツ番組の顔として活躍した。しかし、スポーツの知識がなかったため負担に感じていたらしく、体調不良で全番組降板に至ったと報道された。
- 仲根は本番組での取材を通じて知り合った福岡ソフトバンクホークスの和田毅投手と2005年12月に結婚した。